# Maria Rożanowiczowa
Maria Rożanowiczowa, z domu Glabiszówna (ur. 6 grudnia 1886 w Odolanowie, zm. 23 sierpnia 1981) – polska działaczka społeczna i plebiscytowa.

## Życiorys
Urodziła się 6 grudnia 1886 w Odolanowie. Była jednym z ośmiorga dzieci skarbnika miejskiego, dyrektora Komunalnej Kasy Oszczędności i właściciela zajazdu dla dyliżansów, Mieczysława Glabisza oraz Teofilii z Chiżyńskich. Do szkoły średniej uczęszczała w pobliskim Ostrowie Wielkopolskim. Wówczas podejmowała już pierwsze inicjatywy patriotyczne. Należała do młodzieżowej organizacji – Towarzystwa im. Tomasza Zana (TTZ, potocznie znanej pod
nazwą „Zet”), skupiającej konspiratorów z męskiego gimnazjum oraz „z prywatnej pensji” – żeńskiej szkoły średniej. W ramach tej działalności Glabiszówna uczyła potajemnie historii i literatury polskiej dzieci z odolanowskiej szkoły powszechnej.
Górny Śląsk zaczęła odwiedzać po ślubie siostry, która osiadła tam na stałe. W 1910 zaangażowała się w działalność Towarzystwa Polek. W tym roku poznała również swojego przyszłego męża, Stanisława Rożanowicza, prezesa katowickiego gniazda Polskiego Towarzystwa Gimnastycznego „Sokół”, za którego wyszła w 1913.
Po zakończeniu I wojny światowej została członkiem zarządu powiatowego Towarzystwa Polek.
Przed I i II powstaniem śląskim organizowała szkolenia sanitarne dla kobiecych oddziałów POW. Kursy te odbywały się w domu Rożanowiczów. Przechowywano tam również powstańczą broń i sztandary. W trakcie walk Rożanowiczowa pełniła służbę sanitarną, a także dbała o aprowizację oddziałów powstańczych. 
Choć ani ona, ani mąż, nie mogli wziąć udział w plebiscycie, oboje zaangażowali się w akcję plebiscytową. Maria przemawiała na wiecach organizowanych dla polskich kobiet. Spotkania, podczas których mówiła o obowiązku wszystkich rodaków do pracy na rzecz Ojczyzny, nierzadko kończyły się interwencjami niemieckich bojówkarzy. W marcu 1921 włączyła się w akcję szukania i przygotowywania zakwaterowania dla polskich Ślązaków z Westfalii – tzw. emigrantów – którzy mieli przyjechać na głosowanie. W dniu głosowania, z opaską Polskiego Komisariatu Plebiscytowego, czuwała nad jego przebiegiem.
W okresie międzywojennym działała w Związku Obrony Kresów Wschodnich oraz w Zarządzie Przysposobienia Wojskowego Kobiet. 
W czasie II wojny światowej Rożanowiczowa została pozbawiona dobytku i mieszkania. Poświęcała się akcji charytatywnej prowadzonej w Katowicach, zainicjowanej przez polskich księży.
Po wojnie należała do Polskiego Związku Zachodniego oraz Związku Weteranów Powstań
Śląskich, a od 1951 również do ZBoWID-u.
Zmarła 23 sierpnia 1981. Pochowana obok męża na cmentarzu przy ul. Francuskiej w Katowicach.

## Odznaczenia
Została odznaczona: 
- Śląskim Krzyżem Powstańczym
- Krzyżem Oficerskim Orderu Odrodzenia Polski[3]

## Upamiętnienie
Była jedną z 30 bohaterek wystawy „60 na 100. SĄSIADKI. Głosem Kobiet o powstaniach śląskich i plebiscycie” powstałej w 2019 i opowiadającej o roli kobiet w śląskich zrywach powstańczych i akcji plebiscytowej. Koncepcję wystawy, scenariusz i materiały przygotowała Małgorzata Tkacz-Janik, a grafiki Marta Frej.